# Campo Grande
Campo Grande és un municipi brasiler de la regió del mig oest, capital de l'estat de Mato Grosso do Sul. Històric bastió de divisionistes entre el sud i el nord, Campo Grande va ser fundat per miners, que van arribar a aprofitar els camps de pastura autòctons i les aigües cristal·lines de la regió del cerrado. La ciutat es va planificar enmig d'una vasta zona verda, amb carrers i avingudes amples i amb diversos jardins entre els seus carrers, és una de les ciutats més boscoses del Brasil i el 96,3% de les cases tenen ombra bosquet.

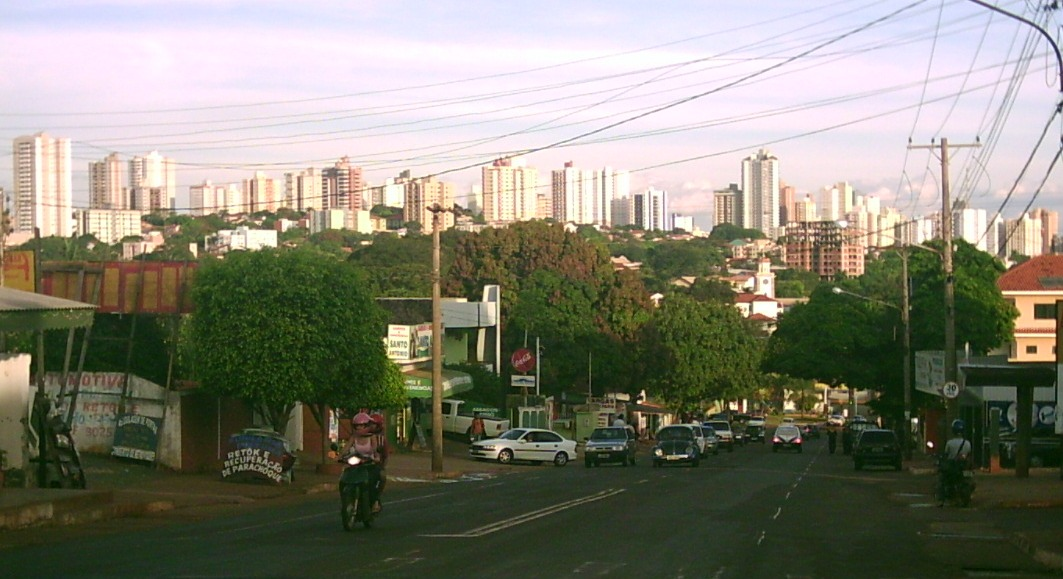
La ciutat de Campo Grande.